# تورستن برشوت
تورستن برشوت (آلمانی: Torsten Bréchôt؛ زادهٔ ۱۱ سپتامبر ۱۹۶۴) جودوکار اهل آلمان بود.
وی در مسابقات کشوری و بین‌المللی در مجموع برندهٔ ۱ مدال نقره، ۱ مدال برنز شده‌است.